# Vivienne Orland
Vivienne Orland fue una escritora, poeta, novelista y ensayista francesa.

## Biografía
Obtuvo el premio de poesía de la Jeune Académie. Amiga del poeta francés Axieros, escribió una alocución en su honor después de su fallecimiento.

## Obras
Alocución
- Les Miettes du banquet, prefacio de Maurice Rostand, Avant-propos, por M.-P. Berio, la Renaissance du livre.

Poesía
- Préludes, Figuière.
- La Cloche maudite, 1929.
- Le Cygne sauvage, éditions de la Jeune académie, 1934.
- Ecce Homo, éditions de la Jeune académie, 1935.

Novela
- La chaîne invisible

Ensayos con Albert Vigneau
- La F.: M.: danger social. Français ! Voici les forces occultes qui vous mènent... Paris, Editions Baudinière, 1936.
- Sous le triangle, Paris, 1935.
- Franc-Maçonnerie rouge, Baudinière, Paris, 1937.
- F. M. et front populaire, Paris, 1937. Texto en línea